# Педерсен, Гейр
Гейр Отто Педерсен (норв. Geir Otto Pedersen; род. 28 сентября 1955, Осло) — норвежский дипломат. Представитель Норвегии в ООН (2012—2017), посол в Китае (2017—2018). Специальный представитель Генерального секретаря ООН по Сирии (с 2019).

## Биография
Получил историческое образование и степень кандидата филологии. В 1985 году поступил на дипломатическую службу в министерство иностранных дел Норвегии.
В 1993 году входил в состав норвежской делегации на переговорах по израильско-палестинскому урегулированию в Осло. В 1993—1995 гг. — директор Норвежского института прикладных социальных исследований. В 1998—2003 гг. — представитель Норвегии в Палестинской национальной администрации.
В 2003 году перешёл на работу в ООН, где в 2003—2005 годах возглавлял Отдел Азии и Тихого океана в Департаменте по политическим вопросам ООН. В апреле-мае 2005 года — личный представитель генерального секретаря ООН по Южному Ливану, затем до февраля 2007 года — личный представитель по Ливану. В феврале 2007 — феврале 2008 года — спецпредставитель генерального секретаря ООН в Ливане (в ранге заместителя генсека).
В 2008 году вернулся на норвежскую дипломатическую службу. В 2008—2012 годах — глава Департамента по делам ООН, мира и гуманитарных вопросов Министерства иностранных дел Норвегии. В 2012—2017 годах — постоянный представитель Норвегии при ООН в Нью-Йорке. С сентября 2017 года — посол Норвегии в Китае.
В октябре 2018 года генсек ООН Антониу Гутерриш выдвинул кандидатуру Педерсена на пост специального посланника по Сирии, в январе 2019 года Педерсен вступил в должность. Неоднократно принимал участие в международных встречах по процессу мирного урегулирования в Сирии.
Женат, пять детей.